# Komsilga
Komsilga ist sowohl eine Gemeinde (französisch commune rurale) als auch ein dasselbe Gebiet umfassendes Departement im westafrikanischen Staat Burkina Faso in der Region Centre und der Provinz Kadiogo. Die Gemeinde hat 2006 in 18 Dörfern und sechs Sektoren des Hauptortes 53.255 Einwohner, in der Mehrzahl Mossi.
Komsilga grenzt an die Hauptstadt Ouagadougou.